# Adil Auassar
Adil Auassar (* 6. Oktober 1986 in Dordrecht, Südholland) ist ein niederländisch-marokkanischer Fußballspieler, der auf der Position eines Mittelfeldspielers spielt. Er ist in der Eredivisie für Sparta Rotterdam aktiv.

## Karriere
Auassar begann seine fußballerische Ausbildung bei Groote Lindt, einem Dorf bei Zwijndrecht. Später wechselte er in die Jugendakademie von Sparta Rotterdam. Anschließend spielte er bis 2006 in der Jugendabteilung des FC Dordrecht. Im Sommer 2005 erhielt er bereits im Alter von 18 Jahren einen Profivertrag bei der Zweitligamannschaft. Am 13. Januar 2006 (25. Spieltag) debütierte er für die Profis bei einem 1:1-Unentschieden gegen den FC Volendam, als er in der letzten Spielminute für Bart van Muyen ins Spiel kam. Die Saison beendete er mit elf Ligaeinsätzen, wobei er am letzten Spieltag die gelb-rote Karte sah. In der Folgesaison avancierte er schließlich endgültig zum Stammspieler und spielte 30 Mal, wobei er drei Treffer erzielen konnte. Sein erstes Tor im Profibereich schoss er dabei am 1. September 2006 (5. Spieltag) bei einem 4:0-Auswärtserfolg bei Fortuna Sittard, als er das zwischenzeitliche 0:3 erzielte. 2007/08 kam er noch zu sieben Zweitligaeinsätze für den FCD, ehe er Ende August 2007 in die Eredivisie zum Aufsteiger VVV-Venlo wechselte.
Sein Erstligadebüt gab er am 15. September 2007 (4. Spieltag) in der Startelf gegen den aus Doetinchem kommenden BV De Graafschap. Anfang November (10. Spieltag) schoss er bei einem 2:1-Auswärtssieg gegen Willem II Tilburg sein erstes Tor in der höchsten niederländische Spielklasse zum kurzzeitigen 1:1-Ausgleich (2:1). Bei Venlo etablierte er sich schnell, konnte aber unter anderem aufgrund eines Schlüsselbeinbruchs nur 21 Mal in der Liga auflaufen. Sein Verein stieg jedoch nach nur einem Jahr Erstklassigkeit direkt wieder in die ihm bekannte Eerste Divisie ab. Nach dem Abstieg verlor er jedoch auch seinen Stammplatz und spielte nur 16 Mal in der gesamten Saison. VVV gelang jedoch der direkte Wiederaufstieg als Meister der zweiten Liga und Auassar fand zurück ins Stammteam. In seiner zweiten Eredivisie-Saison schoss er vier Tore in 33 Ligaduellen.
Nach drei Spielzeiten bei Venlo wechselte er zum Europa-League-Anwärter Feyenoord Rotterdam. Sein Vereinsdebüt gab er bei einer historischen 10:0-Niederlage gegen die PSV Eindhoven nach Einwechslung für die letzte halbe Stunde. Bei Feyenoord konnte er sich nicht in den Kern der Mannschaft spielen und so spielte er in der gesamten Spielzeit 2010/11 lediglich drei Ligaspiele. Daraufhin wurde er für die gesamte Saison 2011/12 an den Ligakonkurrenten RKC Waalwijk verliehen. Sein Debüt für den Verein aus Waalwijk gab er am 6. August 2011 (1. Spieltag) über die vollen 90 Minuten gegen Heracles Almelo. Bereits Ende des Monats (4. Spieltag) schoss er bei einem 2:1-Sieg über NAC Breda sein erstes Tor für die Mannschaft. In der gesamten Saison erging es ihm besser als in der Vorsaison und Auassar spielte 19 Mal, wobei er diesen einen Treffer erzielte.
Nach Ablauf der Leihe wechselte er zum Zweitligisten BV De Graafschap. Für seinen neuen Klub debütierte er bei einem 1:1-Unentschieden gegen die MVV Maastricht am 5. Spieltag der Saison 2012/13 über die volle Spielzeit. Gegen Fortuna Sittard schoss er sein erstes Tor für den Verein zum zwischenzeitlich 2:1 (Endstand: 2:2). In der kompletten Saison schoss er zwei Tore und gab sechs Torvorlagen in 27 Ligaduellen für De Graafschap. In den Aufstiegsplayoffs am Ende der Saison scheiterte er mit seiner Mannschaft im Halbfinale an Roda JC Kerkrade.
Nach nur einer Saison bei der BV De Graafschap wechselte er zum Ligakonkurrenten Excelsior Rotterdam. Für seinen neuen Klub debütierte er am 12. August 2013 (2. Spieltag) gegen die Jong PSV, nachdem er für Rick Kruys kurz vor Schluss eingewechselt wurde. Erst gegen Ende der Saison, am 26. Spieltag schoss er gegen den FC Den Bosch seinen ersten Treffer für den Verein. Nach Anfangsschwierigkeiten bei der SBV etablierte er sich in der Stammmannschaft und kam auf 33 Ligaspiele, drei Tore und sieben Vorlagen. In den Aufstiegsplayoffs, die er auch mit Excelsior erreichen konnte, setzte man sich durch und stieg in die Eredivisie auf. Auch in der Aufstiegssaison gehörte er zum Stammpersonal und spielte 31 Mal, wobei er wettbewerbsübergreifend sechs Tore schießen und vier auflegen konnte. In der Folgesaison spielte er 36 Mal mit insgesamt sieben Torbeteiligungen. Außerdem schoss er am 27. September 2015 (7. Spieltag) seinen ersten Karrieredoppelpack bei einem 3:3-Unentschieden gegen ADO Den Haag.
Nach drei Jahren in Rotterdam wechselte er im Sommer 2016 mit einem Drei-Jahres-Vertrag zu Roda JC Kerkrade. Bei Auassars Debüt am ersten Spieltag der Erstligasaison schoss er beim 1:1 gegen Heracles Almelo sein erstes Tor für die Mannschaft und ermöglichte so das Unentschieden. Die Saison beendete er mit 29 Ligaeinsätzen in der Hauptsaison, wobei ihm zwei Treffer und vier Vorarbeiten gelangen. Nach dem Sieg in der Relegation schaffte er und sein Team den Klassenerhalt und Auassar blieb für eine weitere Saison. 2016/17 wurde er Kapitän der Mannschaft und spielte 34 Profispiele in der gesamten Saison.
Nach dem Abstieg wechselte Auassar zum künftigen Ligakonkurrenten Sparta Rotterdam. Gegen seinen Exklub, den RKC Waalwijk wurde er am dritten Spieltag in der Schlussviertelstunde eingewechselt und gab somit sein Mannschaftsdebüt. Bereits im Spiel darauf (4. Spieltag) schoss er beim 2:0-Heimsieg gegen den FC Eindhoven sein erstes Tor für sein neues Team. In der ersten Saison bei Sparta spielte er meist als Innenverteidiger und schoss insgesamt vier Tore in 39 Ligaspiele, eingeschlossen die erfolgreich absolvierten Aufstiegsplayoffs. In der Folgesaison wurde er Kapitän und spielte bis zum Ligaabbruch insgesamt 25 Mal, wobei er zweimal treffen konnte. Auch in der aktuellen Saison 2020/21 ist er als Mannschaftskapitän absolut im Mittelfeld gesetzt.

## Sonstiges
Sein Bruder Mohammed Auassar ist ebenfalls Fußballspieler, bestritt bislang jedoch noch kein Profispiel.

## Erfolge
- Meister der eerste Divisie und Aufstieg in die Eredivisie: 2009
- Aufstieg in die Eredivisie (über die Playoffs): 2014, 2019